# كارولين ميدينا
كارولين ميدينا (بالإسبانية: Caroline Medina)‏ هي متسابقة ملكة الجمال فنزويلية، ولدت في 27 يونيو 1992 في ماراكاي في فنزويلا.